# Wilson Perez
Wilson Perez 10 januari 1950 i Uruguay är en svensk tidigare boxare. 
Perez tävlade för klubben IF Linnéa och i mars 1978 blev han svensk mästare i lätt tungvikt vid de svenska mästerskapen i Eksjö-Nässjö.. Han debuterade som proffs i juni 1978 med en pointseger över spanjoren Emilio Garcia. Det blev till ytterligare sju matcher fyra förluster och tre oavgjorda. Han avslutade karriären 17 december 1983 efter en knockout förlust till Francisco Fernandez i Panama City.